# Pokémon 25: The Album
Pokémon 25: The Album nombrado también P25: The Album o P25 Music, es un álbum musical que sirvió como banda sonora de la franquicia japonesa de videojuegos Pokémon y se lanzó por celebración del 25 aniversario de esta misma. El álbum contó con artistas como Katy Perry, Post Malone, Mabel, J Balvin entre otros. Fue publicado el 15 de octubre de 2021 bajo el sello discográfico de Capitol Records, con un género pop en su mayoría. También fue distribuido por Universal Music Group.

## Antecedentes
El 26 de noviembre de 2020 se anunció por primera vez la celebración del 25 aniversario de The Pokémon Company a través de un globo gigante en forma de Pikachu en el Desfile del día de Acción de Gracias de Macy's en Manhattan. Con lo que se esperaban grandes eventos de la compañía japonesa y algunas colaboraciones con otras compañías del mundo. El 13 de enero de 2021 se publicó un video en YouTube en el canal oficial de Pokemon Company International que anunciaba la colaboración con la cantante estadounidense Katy Perry trayendo consigo un próximo álbum musical, el video también se publicó en las redes sociales oficiales de la franquicia y de la cantante ese mismo día. El 11 de febrero del mismo año, se anunció que el rapero estadounidense Post Malone grabaría para el álbum un cover de «Only Wanna Be with You» de la banda de rock Hootie & the Blowfish. El 27 de febrero, nombrado como Día Pokémon ya que es la fecha exacta del aniversario, se llevó a cabo un concierto virtual con el rapero como protagonista, cantando por primera vez la canción en la que trabajó. El 14 de mayo se lanzó como sencillo principal la canción que grabó Katy Perry «Electric», de la cual, ya había revelado su portada el 11 de mayo a través de una publicación en su perfil de Instagram. El video musical del tema se subió al canal oficial de YouTube de la cantante el mismo 14 de mayo y se envió a las radios italianas. El 16 de julio la canción «Take It Home» interpretada por la cantante sueco-británica Mabel se lanzó como tercer sencillo para promocionar el álbum, el lanzamiento se dio junto con el video musical protagonizado por el pokemon Jigglypuff. El 6 de agosto, se anunciaron 2 canciones más que serían incluidas en la banda sonora, «Got 'Em» del rapero estadounidense Vince Staples y «Wonderful» de la cantante estadounidense en acenso Cyn, fueron publicadas ese mismo día en plataformas de streaming incluidas junto a la canción ya anteriormente lanzada «Take It Home» en un EP que sirvió como adelanto del álbum, llamado The Red EP. El 20 de agosto se lanzó un segundo EP, el The Blue EP que contenía los remixes de las 3 últimas canciones mencionadas, los remixes fueron realizados por el productor y DJ de origen chino ZHU. Ninguno de los dos EP figuró en alguna lista musical semanal. El 25 de agosto se confirmó la colaboración con la artista francesa Louane, quién participaría con la canción «Game Girl», canción publicada dos días después junto al video musical. El 13 de octubre se lanzó una última canción antes de la publicación oficial del álbum, a cargo del reguetonero colombiano J Balvin titulada «Ten Cuidado», ese mismo día se subió a su canal oficial de YouTube su video musical. El 15 de octubre se lanzó en múltiples plataformas digitales de música el álbum completo, así como también en formato físico en CD. El 25 de febrero de 2022 se lanzó la canción «Reconnect» como sencillo exclusivo de Japón a través de la publicación de un video musical en el canal oficial japonés de la franquicia, la canción es interpretada por los artistas Yaffle, Daichi Yamamoto y AAAMYYY. Ese mismo día se lanzó a la venta el formato en vinilo (LP) del álbum.

## Recepción
El sitio Brutal Gamer publicó: "El álbum es algo especial porque reúne a artistas de diferentes orígenes al igual que las personas." añadió también que las canciones favoritas del editor fueron «Take It Home» de Mabel y «Electric» de Katy Perry calificándola como: "una canción alegre y esperanzadora ", dándole al álbum una puntuación de 86/100. Kenneth Sheppard de fanbyte escribió: "la franquicia finalmente obtiene un álbum que no solo puede traer grandes nombres del pop como Katy Perry, Post Malone y Lil Yachty, sino también tiene música que rinde homenaje a los 25 años de historia de la franquicia lírica y musicalmente", y comparó a «Electric» y «Wonderful» de Cyn con el éxito de 2010 «Firework», concluyendo en que «Only Wanna Be with You» de Post Malone es la pista más extraña del álbum, el cual lo definió en general como "perfección pop". Ethan Millman de Rolling Stone dijo que era un "álbum recopilatorio repleto de celebridades". Thomas McNulty de Screen Rant lo nombró como: "el tributo más singular y conmovedor de la vigésimo quinta vuelta del sol de la franquicia".

## Lista de canciones
| Versión física (CD y LP) y streaming |                                                                 | |                                                        |          |  |
| N.º                                  | Título                                                          | Escritor(es) | Productor(es)                                          | Duración |  |
| 1.                                   | «Electric - Pokémon 25 Version» (por Katy Perry)                | Jonathan Bellion, AI Calderon, Bruce Wiegner, Jordan K. Johnson, Katherin Elizabeth Hudson, Lucas Marx, Oliver Peterhof, Rachel Kanner, Stefan Johnson | Bruce Wiegner, German, The Monsters & Strangerz        | 3:13     |  |
| 2.                                   | «Phases» (por Jax Jones y Sinéad Harnett)                       | Cleo Thigue, Cass Lowe, Janée Bennett, Timucin Lam | Cass Lowe, Jax Jones, Mark Ralph                       | 2:40     |  |
| 3.                                   | «Take It Home» (por Mabel)                                      | Melanie Fontana, Nija, Steven Franks, Tommy Brown, Mabel Mcvey, Michael Schultz, Ryan Tedder                                                           | Mr. Franks, Tommy Brown                                | 2:47     |  |
| 4.                                   | «Believing» (por Lil Yachty)                                    | Isaac Valenzuela, Jacob Darin Ray, Jean Baptiste, Larus Arnarson, Michael O McHenry                                                                    | daysof1993, Isaac Valenzuela, Jacob Ray, Jean Baptiste | 2:57     |  |
| 5.                                   | «Ten Cuidado - Pokémon 25 Version» (por J Balvin)               | José Álvaro Osorio Balvín, Keityn, Marcos Efraín Masís                                                                                                 | Tainy                                                  | 2:37     |  |
| 6.                                   | «Wonderful» (por Cyn)                                           | Cynthia Nabozny, Matias Mora | Matias Mora                                            | 2:53     |  |
| 7.                                   | «Got 'Em» (por Vince Staples)                                   | LeKen Taylor, Vincent Staples | LeKen Taylor                                           | 2:54     |  |
| 8.                                   | «Game Girl» (por Louane)                                        | Louane Emera, P3GASE | Josh Gudwin                                            | 3:08     |  |
| 9.                                   | «Art Show» (por Tierra Whack)                                   | Jesse Wendell Mapson, Tierra Helena Whack | J Melodic                                              | 2:09     |  |
| 10.                                  | «Only Wanna Be with You - Pokémon 25 Version» (por Post Malone) | Darius Rucker, Dean Felber, Jim Sonefeld, Mark Bryan                                                                                                   | Louis Bell, Andrew Watt                                | 4:01     |  |
| 29:20                                |                                                                 | |                                                        |          |  |

| Plataformas de streaming |                                                                  |                                                                                              |                                     |          |  |
| N.º                      | Título                                                           | Escritor(es)                                                                                 | Productor(es)                       | Duración |  |
| 11.                      | «Reconnect» (por AAAMYYY, Daichi Yamamoto, Yaffle)               | Honami 'Amy' Furuhara, Daichi Barnett, Youki Kojima                                          | Yaffle                              | 2:56     |  |
| 12.                      | «Take It Home - ZHU Remix» (por Mabel y ZHU)                     | Melanie Fontana, Nija, Steven Franks, Tommy Brown, Mabel Mcvey, Michael Schultz, Ryan Tedder | Steven Zhu, Tommy Brown, Mr. Franks | 2:50     |  |
| 13.                      | «Wonderful - ZHU Remix» (por Cyn y ZHU)                          | Cynthia Nabozny, Matias Mora                                                                 | Steven Zhu, Matias Mora             | 3:38     |  |
| 14.                      | «Got 'Em - ZHU Remix» (por Vince Staples, Trombone Shorty y ZHU) | LeKen Taylor, Vincent Staples                                                                | Steven Zhu, LeKen Taylor            | 3:54     |  |
| 42:42                    |                                                                  |                                                                                              |                                     |          |  |

| Versión japonesa |                                                        |                                               |               |          |  |
| N.º              | Título                                                 | Escritor(es)                                  | Productor(es) | Duración |  |
| 11.              | «Reconnect» (por Yaffle con AAAMYYY y Daichi Yamamoto) | Honami Furuhara, Daichi Barnett, Youki Kojima | Yaffle        | 2:56     |  |
| 12.              | «Grown» (por Yaffle con 空音 Sorane & yama)            | Mío Kanda, Sorane, Youki Kojima               | Yaffle        | 2:55     |  |
| 35:01            |                                                        |                                               |               |          |  |